# Martin Van Buren
Martin Van Buren, gedoopt als Maarten Van Buren (Kinderhook, New York, 5 december 1782 – aldaar, 24 juli 1862), was de 8e president van de Verenigde Staten (1837-1841). Vóór zijn presidentschap was hij de achtste vicepresident (1833-1837) en de tiende minister van Buitenlandse Zaken onder Andrew Jackson (1829-1831).
Hij was een belangrijke organisator van de Democratische Partij, een dominante figuur in het tweepartijensysteem.
Van Burens voorgangers waren geboren op het grondgebied van de latere Verenigde Staten, maar waren Britse onderdanen vóór de Amerikaanse Revolutie. Van Buren was de eerste president die geboren werd als Amerikaans staatsburger en bovendien de eerste president die niet van Britse afkomst was - zijn familie was Nederlands en zijn  moedertaal was Nederlands.
Als minister van Buitenlandse Zaken onder Andrew Jackson en dan als vicepresident, was hij een belangrijke figuur in het bouwen van een organisatorische structuur voor de Jacksonian democratie, vooral in de staat New York. Als president wilde hij niet dat de Verenigde Staten Texas annexeerden, een daad die zijn opvolger, John Tyler, acht jaar na de aanvankelijke afwijzing van Van Buren zou bereiken. Tussen de geweldloze Aroostookoorlog en de Caroline-affaire, waren de relaties met Groot-Brittannië en zijn koloniën gespannen.
Zijn regering werd grotendeels gekenmerkt door de economische problemen van zijn tijd, de Paniek van 1837. Hij werd tot zondebok bestempeld voor de depressie en werd "Martin Van Ruin" genoemd door zijn politieke tegenstanders. Van Buren werd weggestemd na vier jaar en verloor van de Whig-kandidaat William Henry Harrison.
In 1848 deed hij mee voor het presidentschap voor een derde partij, de Free Soil Party.

## Biografie
Van Buren werd geboren in Kinderhook in de staat New York. Zijn betovergrootvader Cornelis Maessen emigreerde in 1631 uit Buurmalsen in Nederland. Zijn vader Abraham Van Buren (17 februari 1737 – 8 april 1817) was boer en caféhouder. Zijn moeder, Maria Hoes van Alen (27 februari 1747 – 16 februari 1817) had ook kinderen uit een eerder huwelijk.
Van Buren volgde openbaar onderwijs in de Kinderhook Academy en in 1796 ging hij rechten studeren in de stad New York. Een van zijn leraren was William Peter van Ness, een vooraanstaand advocaat en later Aaron Burrs tweede man in het duel tegen Alexander Hamilton. Na zijn afstuderen was Van Buren 25 jaar praktiserend advocaat.
Van Buren trouwde op 21 februari 1807 te Catskill in Greene County met Hannah van Buren, zijn nicht in de derde graad. Zij groeiden samen op in Kinderhook.

## Begin politieke carrière
Van Burens praktijk maakte hem financieel onafhankelijk, en het leidde hem het politieke pad op. De politieke situatie in New York na 1800, het jaar dat Jefferson werd gekozen en de Federalisten de macht kwijt waren, was bijzonder bitter en persoonlijk. De Democratisch-Republikeinse Partij werd opgedeeld in drie stukken, volgers van respectievelijk George Clinton (en later zijn neefje De Witt Clinton), Robert Livingston en Aaron Burr.
Federalistische macht na 1799 hing af van de coalitie met een van deze groepen. Van Buren, die zich al vroeg bij de Clintons had gevoegd, kwam in 1812 in de Senaat van de staat en werd ook lid van het Court for the Correction of Errors, het hoogste gerechtshof in New York tot 1847.

## Nationale politiek

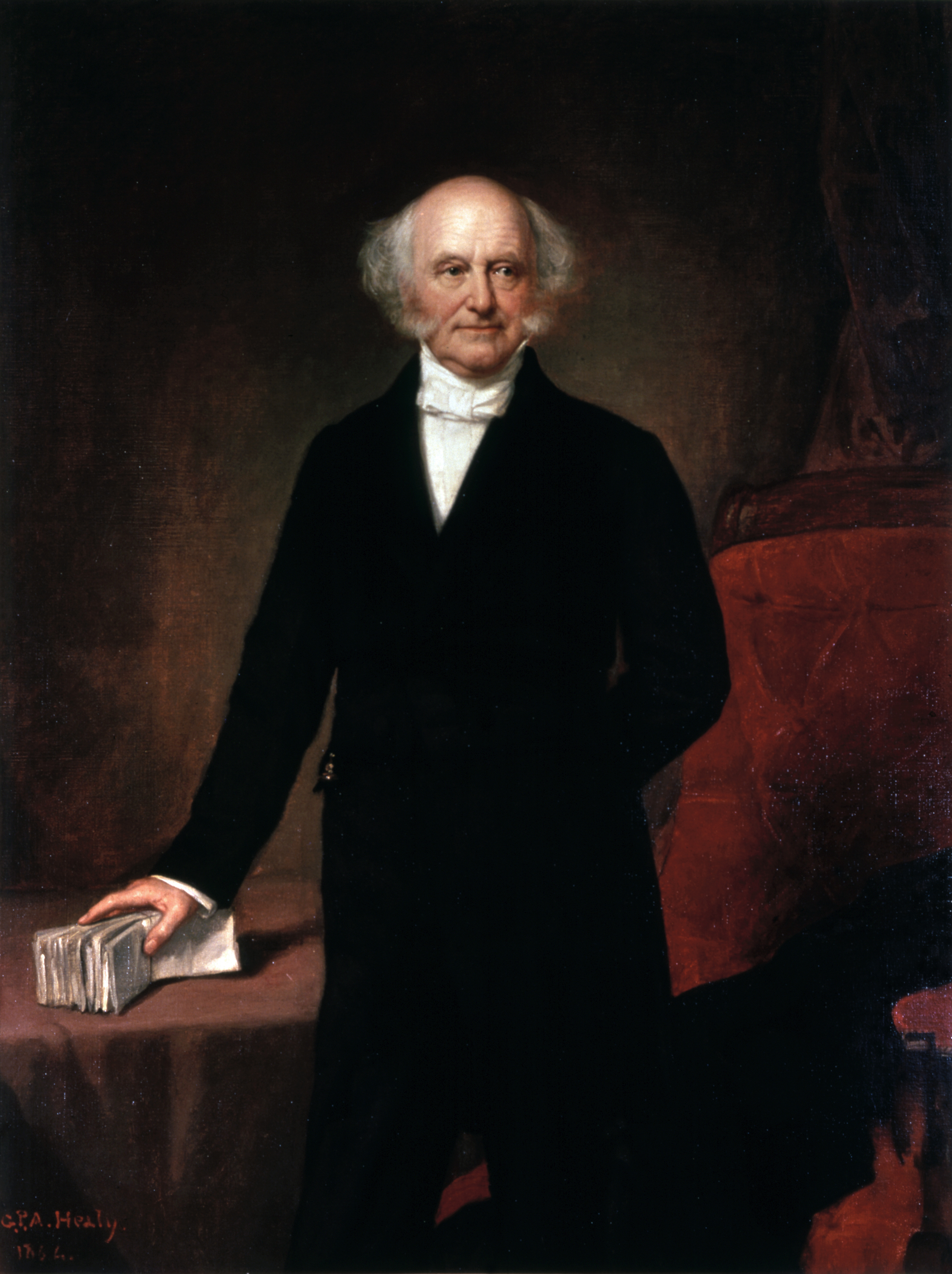
Presidentieel staatsieportret van Martin Van Buren.

In 1821 werd Van Buren gekozen als senator. In de Senaat was hij erg actief. Bij de omstreden presidentsverkiezingen van 1824, die uiteindelijk werden gewonnen door John Quincy Adams, stond hij aan de kant van minister van Financiën William Crawford. Na de verkiezingen koos hij de kant van Andrew Jackson en speelde hij een belangrijke rol in de oprichting van de Democratische Partij. In 1828 werd hij gekozen tot gouverneur van New York Hij stapte uit de Senaat en ging terug naar New York. Na een paar maanden nam hij ook ontslag als gouverneur om minister van Buitenlandse Zaken te worden onder de nieuwe president Andrew Jackson. In de daarop volgende vier jaar was hij een trouwe aanhanger van Jackson. Eerst als minister (tot 1831) en daarna als ambassadeur voor het Verenigd Koninkrijk. In 1832 werd hij gekozen tot vicepresident. Vier jaar later werd hij gekozen tot president.

## President
Het presidentschap van Martin Van Buren werd geen succes. Het feit dat hij Andrew Jackson opvolgde hielp niet, maar de economische crisis was een groter probleem. Vier jaar lang probeerde hij die op te lossen, maar hij slaagde daar niet in. Uiteindelijk verloor hij in 1840 de verkiezingen van William Henry Harrison.
Onder zijn bewind vond de zogenoemde Trail of Tears plaats. De verplaatsing van de Cherokee-indianen, of Native Americans, van hun land naar het huidige Oklahoma. Deze volksverplaatsing was gestart onder het bewind van Jackson en mede mogelijk gemaakt door Van Buren. Van Buren sprak in meerdere brieven zijn trots uit over deze overwinning voor de Amerikanen. Een kwart van de indianen die van gebied moesten veranderen, stierf uiteindelijk aan ziekten, oververhitting en andere omstandigheden.
Tijdens zijn presidentschap was Van Burens mening over slavernij in lijn met die van zijn partij. De Democraten genoten veel steun in het zuiden van de Verenigde Staten en waren voor slavernij. Na zijn presidentschap veranderde Van Buren van mening en in de latere jaren van zijn leven begon hij wetsvoorstellen te steunen die slavernij probeerden uit te bannen. Bij het begin van de Amerikaanse Burgeroorlog stond hij aan de kant van de Unie, oftewel het noorden.

## Campagne en partijsplitsing
Van Buren staat tegenwoordig bekend als de grondlegger van het moderne campagne voeren. In de verkiezingen van 1824 waren er vier kandidaten namens de Democratisch-Republikeinse partij. Hoewel de kandidaten grotendeels dezelfde ideeën hadden, werden ze tegen elkaar uitgespeeld. Hierdoor verloor Andrew Jackson, die door Van Buren gesteund werd. In plaats van inhoud werd in dit politieke systeem vooral lokaal sentiment belangrijk. Van Buren zag de ineffectiviteit van deze opzet en zette in op hervormingen. Door eerder zichtbare fracties in de Democratisch-Republikeinse partij, en de beoogde hervormingen van Van Buren, splitste de partij uiteindelijk. Van Buren wordt hiermee erkend als een van de grondleggers van de Democratische partij.

## Latere jaren en nalatenschap
Voor de verkiezingen van 1844 hoopte Van Buren weer de nominatie voor het presidentschap van zijn partij te krijgen. Hij verloor van James K. Polk die uiteindelijk president werd. In 1848 was hij wel presidentskandidaat, namens de Free Soil Party. Hij verloor, maar kreeg toch redelijk wat stemmen. Na deze verkiezingen ging hij met pensioen.
Van Buren stond bekend als een groot politiek leider, die floreerde achter de schermen. Binnen de Democratische partij had hij aanzienlijk veel macht en wist hij compromissen te sluiten en dingen te bewerkstelligen. Als president bleek hij deze dingen echter niet gedaan te krijgen. Hij was niet erg sociaal en miste een bepaald charisma dat noodzakelijk is voor een effectief presidentschap.
Hij overleed op 24 juli 1862 op zijn landgoed Lindenwald, aan astma en hartproblemen.